# Piruvato deshidrogenasa (quinona)
La piruvato deshidrogenasa (quinona) (EC 1.2.5.1) es una enzima que cataliza la siguiente reacción química:
Por lo tanto los tres sustratos de esta enzima son piruvato, una ubiquinona y agua, mientras que sus tres productos son acetato, dióxido de carbono y ubiquinol.

## Clasificación
Esta enzima pertenece a la familia de las oxidorreductasas, más específicamente a aquellas oxidorreductas que actúan sobre un grupo oxo o aldehído como donante de electrones, utilizando una quinona o compuesto similar como aceptor.

## Nomenclatura
El nombre sistemático de esta clase de enzimas es piruvato:ubiquinona oxidorreductasa. Otros nombres por los que se la conoce pueden ser piruvato deshidrogenasa, pirúvico deshidrogenasa, pirúvico (citocromo b1) deshidrogenasa, piruvato:ubiquinona-8-oxidorreductasa, piruvato oxidasa (desaconsejado por ambiguo).

## Estructura y función
Se trata de una flavoproteína bacteriana que se encuentra localizada en la cara interna de la membrana citoplasmática, donde se encuentra acoplada a la cadena respiratoria por medio de la ubiquinona. La enzima no es capaz de utilizar menaquinona. Su actividad se incrementa mucho con la adición de lípidos. Requiere de tiamina difosfato para su actividad. Esta enzima también puede formar acetoína.